# Bramley (Apfel)

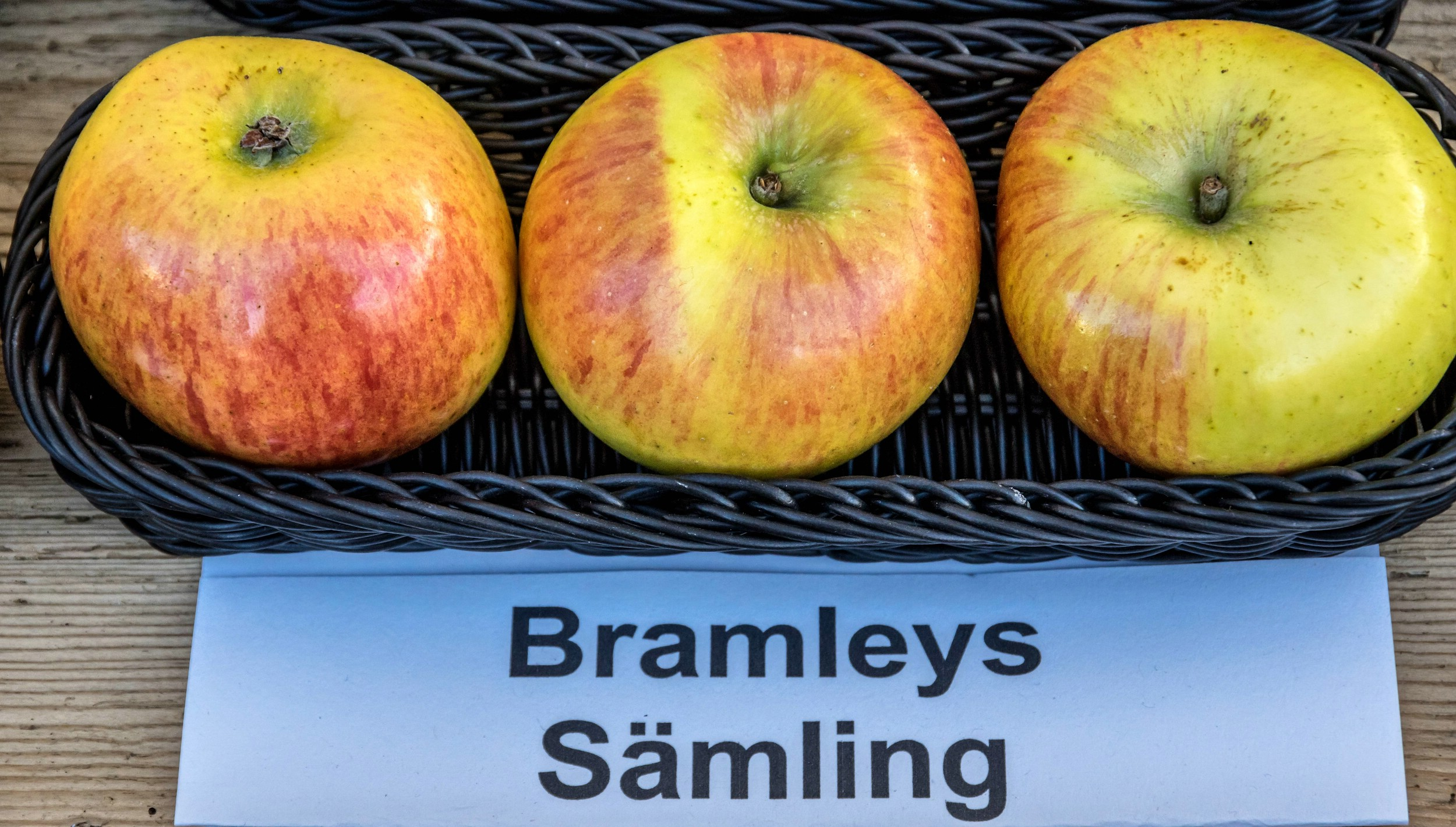
Ansicht der Frucht

Bramley, auch Bramley’s Seedling, ist eine zu den Renetten zählende Sorte des Kulturapfels (Malus domestica). Der Kochapfel wurde im frühen 19. Jahrhundert in England als Zufallssämling entdeckt. Der Apfel wird kommerziell vorwiegend im Vereinigten Königreich angepflanzt, in geringem Umfang auch in den USA, Kanada und Japan. Bramleys aus der Region Armagh in Nordirland genießen seit 2012 als Armagh Bramley den Schutz als geschützte geografische Angabe der Europäischen Union.
Der Apfel ist roh ausgesprochen sauer, gewinnt aber stark an Geschmack, wenn er gekocht wird, und ist in vielen britischen Rezepten für Apfelkuchen und andere Apfelgerichte die Sorte der Wahl. Der Anteil an Äpfelsäure im Apfel ist sehr hoch, der Anteil an Zucker dagegen vergleichsweise niedrig. Der Apfel hat deshalb auch noch nach dem Kochvorgang vergleichsweise viel Aroma. Zudem ist er sehr wasserreich, was nach dem Kochen eine schmelzende Textur erzeugt. Er wird gern zur Zubereitung von Apfelsauce verwendet.
Der Baum ist ein Zufallssämling, den die junge Engländerin Mary Ann Brailsford zwischen 1809 und 1815 in Southwell in Nottinghamshire anpflanzte. Nachdem Garten und Grundstück 1846 an einen Matthew Bramley verkauft worden waren, fragte der lokale Züchter Henry Merryweather ihn, ob er den Apfel weiterzüchten und in den Handel bringen dürfe. Bramley stimmte unter der Bedingung zu, dass die Äpfel seinen Namen trugen, während Brailsford selbst nie vom Erfolg des Apfels erfuhr. 1867 kam die Sorte so in den kommerziellen Handel. Vor der Royal Horticultural Society wurde der Apfel das erste Mal 1876 ausgestellt und weiterempfohlen. Bis ins Jahr 1944 war die Zahl der Bramley-Bäume im Vereinigten Königreich auf zwei Millionen angewachsen.
Trotz eines schweren Sturmschadens Anfang des 20. Jahrhunderts lebte der originale Apfelbaum noch 2024 an seinem Standort und trug weiterhin Früchte. Die Nottingham Trent University  kaufte das Grundstück samt Garten 2018 an, um sich um diesen Baum kümmern zu können.
Im Jahr 2010 hatte die britische Bramley-Produktion einen Wert von etwa 50 Millionen Pfund. Außerhalb von Großbritannien ist der Apfel fast unbekannt, die Nachfrage erstreckt sich vor allem auf Exilbriten oder Verbraucher, die durch Erfahrung in Großbritannien die Bramley-Äpfel kennen.